# Carassioides acuminatus
Carassioides acuminatus е вид лъчеперка от семейство Шаранови (Cyprinidae). Видът не е застрашен от изчезване.

## Разпространение
Разпространен е във Виетнам и Китай (Гуандун, Гуанси и Хайнан).

## Описание
Теглото им достига до 0,5 g.